# نورمان سكوت
نورمان سكوت (بالإنجليزية: Norman Scott)‏ (و. 1889 – 1942 م) هو ضابط أمريكي، ولد في إنديانابوليس، ويحمل رتبة عسكرية لواء في قوات البحرية الأمريكية، توفي في جوادالكانال، عن عمر يناهز 53 عاماً.

## التعليم
تعلم في أكاديمية الولايات المتحدة البحرية.

## الخدمة العسكرية
خدم في بحرية الولايات المتحدة.

## جوائز
حصل على جوائز منها:
- ميدالية الشرف
- وسام القلب الأرجواني.